# 科若澤羅湖

科若澤羅湖是俄羅斯的湖泊，由阿爾漢格爾斯克州負責管轄，長22公里、寬3公里，面積97.4平方公里，流域面積2,560平方公里，海拔高度117米，是科扎河的發源地。